# IWork
Az iWork az Apple irodai szoftvercsomagja. A csomag részei a Pages szövegszerkesztő, a Keynote prezentációkészítő és a Numbers táblázatkezelő alkalmazás. Mind három szoftvernek létezik Macintosh számítógépen Mac OS X (2016. szeptembere óta: macOS) alatt futó verziója, iOS eszközön (iPhone, iPad és iPod touch) futó verziója és netes felületen Apple ID használatával elérhető verziója. A három platformon az adott szoftver tudásában némi eltérés lehetséges, az Apple szinte minden frissítéssel ezek megszüntetésén (is) dolgozik. A netes felületen az alkalmazásokban megnyitott dokumentumot többen is szerkeszthetik.
Az iWork az AppleWorks helyébe lépett, de annak adatbázis-kezelő és grafikai részeit nem tartalmazza. Nem véletlenül alkalmazzák a „Works” helyett a „Work” nevet, mivel így az „I work” (dolgozom) kifejezésre rímel. Először a Keynote-ot mutatta be az Apple (2003), a Pages megjelenésekor (2005) hozta létre az iWork márka nevet. A Numbers (2008) lett a csomag harmadik eleme.
2013. október 22-én az Apple bejelentette, hogy az iWork alkalmazások - az iLife alkalmazáshoz hasonlóan - ingyen letölthetők az Apple macOS és iOS eszközeire.

## Verziók, számozások
| iWork verzió         | Keynote verzió | Pages verzió | Numbers verzió | Szükséges macOS verzió | Megjelenés           |
| -------------------- | -------------- | ------------ | -------------- | ---------------------- | -------------------- |
| iWork '05            | 2.0            | 1.0          | –              | 10.3.6                 | 2005. január 22.     |
| iWork '06            | 3.0            | 2.0          | –              | 10.3.9                 | 2006. január 10.     |
| iWork '08            | 4.0            | 3.0          | 1.0            | 10.4.10                | 2007. augusztus 7.   |
| iWork '09 DVD        | 5.0            | 4.0          | 2.0            | 10.4.11                | 2009. január 6.      |
| iWork 9.0.3 DVD      | 5.0.3          | 4.0.3        | 2.0.3          | 10.5.6                 | 2009. szeptember 28. |
| iWork 9.0.4          | 5.0.4          | 4.0.4        | 2.0.4          | 10.5.6                 | 2010. augusztus 26.  |
| iWork 9.1            | 5.1            | 4.1          | 2.1            | 10.6.6                 | 2011. július 20.     |
| iWork 9.2            | 5.2            | 4.2          | 2.2            | 10.7.4                 | 2012. július 26.     |
| iWork 9.3            | 5.3            | 4.3          | 2.3            | 10.7.4                 | 2012. december 4.    |
| iWork 2013 frissítés | 6.0            | 5.0          | 3.0            | 10.9                   | 2013. október 22.    |
| iWork 2014 frissítés | 6.5            | 5.5.1        | 3.5            | 10.10                  | 2014. október 16.    |
| iWork 2015 frissítés | 6.6            | 5.6          | 3.6            | 10.10.4                | 2015. október 15.    |
| iWork 2016 frissítés | 7.0            | 6.0          | 4.0            |                        | 2016. szeptember 20. |